# 穆彰阿
穆彰阿（穆麟德轉寫：mujangga，大词典轉寫：muzhangga；1782年—1856年），字子樸，號鶴舫，別號雲漿山人，郭佳氏，滿洲鑲藍旗人。晚清军机大臣，进士出身，重臣曾國藩的師傅，曾經提拔曾國藩。

## 生平
出身於官僚家庭，父親是廣泰。嘉慶十年（1805年）中進士，選庶吉士，散館授檢討。曾任軍機大臣、翰林院掌院學士、兵部尚書、戶部尚書、協辦大學士、太子太保等職。
道光八年（1828年）入軍機處，任軍機大臣達二十餘年。善於揣摩道光皇帝的心理，“終道光朝，恩眷不衰”，人称“在位二十年，亦爱才，亦不大贪，惟性巧佞，以欺罔蒙蔽为务”，後擔任漕运总督。門生遍滿朝野，號稱“穆黨”。道光二十三年（1843年）穆相亦提拔曾國藩，二人有師生之誼，曾国藩的迅速发迹，实离不开穆彰阿的提携。
鴉片戰爭爆發，支持琦善，將林則徐、鄧廷楨等革職。军机大臣王鼎甚愤穆彰阿误国，闭户自缢，冀以尸谏。鸦片战争后，穆党独揽朝政，官场弥漫著因循守旧的氛围。官員賄賂公行，弟子輒以及炭敬、冰敬、瓜敬之类投報，連曾國藩亦不例外。
咸豐帝即位，依杜受田之議，起用林則徐、姚瑩等人，指責穆彰阿“保位貪榮，妨賢病國”，將其革職，永不敘用。咸豐三年（1853年），穆彰阿捐納銀錢，贊助朝廷軍餉，賜五品頂戴。咸豐六年（1856年）病卒，年七十五。

## 家庭
- 曾祖巴赛。妻佟佳氏。
- 祖父托锦，三等侍卫。妻沈氏。
- 父广泰，礼部侍郎、正蓝旗汉军副都统。妻艾氏，瓜尔佳氏，（生母）博尔济吉特氏（父镶蓝旗满洲、乾隆十七年（1752年）壬申进士博明）。
- 妻董鄂氏，杜氏。
- 子萨廉（生母杜氏），光绪二年丙子恩科顺天乡试举人[8]。妻縣君愛新覺羅氏（父固山貝子載鈖），繼妻戴佳氏（父德馨）。
- 女郭佳氏，嫁正黃旗滿洲、道光十五年(1835)乙未科順天舉人伊爾根覺羅氏英桂（父嘉庆元年（1796年）丙辰科進士成格）。

## 延伸阅读
[在维基数据编辑]
 《清史稿·卷363》，出自趙爾巽《清史稿》